# Suresh Angadi
Suresh Channabasappa Angadi (Kanvi Karvinakoppa, 1º giugno 1955 – Nuova Delhi, 23 settembre 2020) è stato un politico indiano.

## Biografia
Laureato in Diritto, entrò in politica all'inizio degli anni 90. Esponente del Bharatiya Janata Party, fu eletto per la prima volta alla Lok Sabha nel 2004, venendo poi riconfermato nel 2009, nel 2014 e nel 2019, anno in cui divenne Ministro dei Trasporti. Esercitò quest'incarico fino alla morte, avvenuta nel settembre del 2020 all'età di 65 anni per COVID-19. 